# Trichaphodius cantoti
Trichaphodius cantoti är en skalbaggsart som beskrevs av Bordat 1989. Trichaphodius cantoti ingår i släktet Trichaphodius och familjen Aphodiidae. Utöver nominatformen finns också underarten T. c. mycetophilus.